# Jequitinhonha
Jequitinhonha (portugalsky Rio Jequitinhonha) je řeka na východě Brazílie (Bahía, Minas Gerais). Je 1030 km dlouhá. Povodí má rozlohu přibližně 73 000 km².

## Průběh toku
Pramení v pohoří Serra do Espinhaço a teče přes Brazilskou vysočinu, kde vytváří množství peřejí a vodopádů (Salto Grande). Ústí do Atlantského oceánu.

## Vodní režim
Zdrojem vody jsou především dešťové srážky. Průměrný průtok vody činí 490 m³/s. Letní povodně nastávají od prosince do března.

## Využití
Vodní doprava je možná na dolním toku v délce 100 km.